# Célula mesenquimal
A célula mesenquimal, também denominada de célula adventícia, semelhante aos fibroblastos embora com núcleo alongado e cromatina condensada. Situa-se normalmente ao redor de capilares e pequenos vasos sanguíneos no tecido conjuntivo frouxo, sendo também conhecida como pericito ou célula perivascular.
Sua denominação provém do fato de que ela retém a multipotencialidade das células mesenquimais embrionárias. Parecem ser importantes na formação de novos fibroblastos durante o processo de cicatrização de feridas e podem, em determinadas circunstâncias, formar outros tipos de células como os condroblastos e osteoblastos. Esta capacidade explicaria o ocasional aparecimento de osso na cicatrização de uma ferida.
A célula mesenquimal é a "célula do futuro". Muitos médicos apostam nela para o tratamento de diversas doenças, principalmente as doenças auto imunes, como diabetes, vitiligo, esclerose múltipla, dentre outras.
- são células alongadas.

Também podem  ser transformadas em células cartilaginosas jovens.